# Белахов, Илья Львович
Илья Львович Белахов (1898—1941) — советский хозяйственный деятель, директор Института косметики и гигиены (ныне Институт косметологии и пластической хирургии), дерматовенеролог.

## Биография
Работал доцентом Объединённого венерологического института (ныне — Государственный научный центр дерматовенерологии и косметологии МЗ РФ). В 1939 был назначен директором Института косметики и гигиены Главпарфюмера. 10 июня 1939 был арестован на основании ордера подписанного В. Н. Меркуловым (согласно утверждённому постановлению Б. З. Кобулова) по обвинению в принадлежности к антисоветской организации, проводившей подрывную деятельность против мероприятий партии и правительства. И. Л. Белахов писал из тюрьмы:

С первого же дня моего ареста меня нещадно избивали по 3-4 раза в день и даже в выходные дни. Избивали резиновыми палками, били по половым частям. Я терял сознание. Прижигали меня горящими папиросами, обливали водой, приводили в чувства и снова били. Потом перевязывали в амбулатории, бросали в карцер и на следующий день снова избивали… Избивая, от меня требовали, чтобы я сознался в том, что я сожительствовал с гр. Жемчужиной и что я шпион. Я не мог оклеветать женщину, ибо это ложь… Шпионской деятельностью я никогда не занимался. Мне говорили, чтобы я только написал маленькое заявление на имя наркома, что я себя в этом признаю виновным, а факты мне они сами подскажут. На такую подлость я идти не мог. Тогда меня отвезли в Сухановскую тюрьму и избили до полусмерти. В бессознательном состоянии на носилках отправили в камеру.
— 
Пытки не заставили сознаться в инкриминируемых преступлениях. Расстрелян согласно распоряжению Л. П. Берия 2756/Б от 18 октября 1941 без суда. Памятник на семейной могиле Белаховых на Введенском кладбище, участок 12, является кенотафом; сам он был похоронен в братской могиле на месте расстрела под Саратовом. Реабилитирован посмертно.